# Arbutus (Maryland)
Arbutus est une census-designated place américaine située dans l’État du Maryland, dans la périphérie de Baltimore, comté de Baltimore. Sa population s’élevait à 20 483 habitants lors du recensement de 2010.
La zone de recensement contient également les communautés de Halethorpe et Relay.

## Histoire
À l'origine, Relay était une importante station de la Baltimore and Ohio Railroad. C'est ici que le trafic en provenance de Baltimore fusionnait avec celui de Washington, avant de continuer vers l'ouest le long de la ligne principale du chemin de fer en direction de Wheeling, en Virginie occidentale (avant 1863, en Virginie). Il s'agissait également d'un carrefour clé pour le système télégraphique du chemin de fer (le premier grand système du pays). Le viaduc Thomas (en) est également situé à Relay. 

## Enseignement
La ville abrite l'Université du Maryland, comté de Baltimore, qui s'étend également sur la localité de Catonsville.

## Curiosités notables
- Arbutus Oak, grand chêne blanc à l'est d'Arbutus ;
- Conservation and Environmental Research Areas of UMBC, parc forestier de recherche utilisé par l'Université du Maryland, Baltimore County ;
- Guinness Open Gate Brewery, première brasserie Guinness ouverte aux États-Unis dans la distillerie historique de Calvert ;
- Patapsco Valley State Park, grand parc d'État situé le long du fleuve Patapsco ;
- Relay, un quartier historique au sud d'Arbutus avec des bâtiments d'architecture victorienne ;
- Thomas Viaduct, un pont ferroviaire franchissant le fleuve Patapsco, inscrit au Registre national des lieux historiques en 1966[1],[2].